# Achias venustulus
Achias venustulus är en tvåvingeart som beskrevs av Walker 1865. Achias venustulus ingår i släktet Achias och familjen bredmunsflugor. Inga underarter finns listade i Catalogue of Life.